# 黑山在欧洲歌唱大赛之历年表现
黑山曾10次参加欧洲歌唱大赛，首次参赛是在2007年，最近一次参赛在2018年。在此之前，黑山在1961年至1992年间作为南斯拉夫的一部分（1961到1991年间为南斯拉夫社会主义联邦共和国，1992年为南斯拉夫联盟共和国），2004年至2006年作为塞尔维亚和黑山的一部分参赛。其中，南斯拉夫1983年和1984年的参赛歌曲、塞黑2005年的参赛歌曲均来自黑山。2006年，塞尔维亚和黑山双方在塞黑国内选拔中产生投票争议，塞尔维亚指责黑山评审团违规投票。塞黑随后退出当年欧洲歌唱大赛，并遭大赛4至5年禁赛惩罚。但数月之后黑山通过公投独立，塞黑解体，惩罚就此取消。黑山自此开始以独立国家身份参加欧洲歌唱大赛。

## 参赛历史
黑山于2006年5月21日自塞尔维亚和黑山独立后参加了欧洲歌唱大赛。该国于2007年首次参赛，至今共参赛9次，仅缺席2010年和2011年两届赛事。该国于2014年和2015年两度进入总决赛，最佳成绩为2015年总决赛第13名。但1983年，代表南斯拉夫出战的黑山歌手达尼耶尔曾获得第4名，2005年代表塞尔维亚和黑山参赛的无名乐队曾获得第7名。
2009年11月，欧洲广播联盟中的蒙特內哥羅廣播電視台宣布由于电视台财政原因，将退出次年在挪威奥斯陆举办的欧洲歌唱大赛。随后该国报名参加了2011年在德国杜塞尔多夫举办的赛事。该国要求参赛选手自行寻找赞助商资助参赛，但在2010年12月再次宣布因财务原因退出比赛。
2011年11月20日，黑山广播电视台新任台长拉德·沃伊沃迪奇（Rade Vojvodic）宣布该国将参加次年在阿塞拜疆巴库举行的大赛，并“将参加此后的每一届欧洲歌唱大赛”。他称前任台长认为参赛的费用高昂，但实际并没有他宣称的那么昂贵。沃伊沃迪奇还坚持认为，无论赛事结果如何，参加欧洲歌唱大赛都对黑山非常重要。自此之后黑山连续参加了每届欧洲歌唱大赛。
2017年10月，黑山广播电视台宣布将采用国内选拔赛的方式选出代表该国参加次年比赛的歌手。此前该国曾短暂举行国内赛事选拔歌手，但2008年之后取消赛事改为由电视台内部决定。电视台于2017年重启选拔赛，并由观众投票选出冠军瓦尼亚·拉多万诺维奇出战2018年欧洲歌唱大赛。

## 历届参赛选手和歌曲
图例
| 年份                 | 歌手    | 歌曲语言       | 歌曲      | 决赛排名 | 决赛得分 | 半决赛排名 | 半决赛得分 |
| -------------------- | ------- | -------------- | --------- | -------- | -------- | ---------- | ---------- |
| 2007                 |         | 黑山语         | "" （）   | 未进决赛 | 未进决赛 | 22         | 33         |
| 2008                 |         | 黑山语         | "" （）   | 未进决赛 | 未进决赛 | 14         | 23         |
| 2009                 |         | 英语           | "         | 未进决赛 | 未进决赛 | 11         | 44         |
| 2010年至2011年未参赛 |         |                |           |          |          |            |            |
| 2012                 |         | 英语1          | "         | 未进决赛 | 未进决赛 | 15         | 20         |
| 2013                 | &       | 黑山语         | "" （）   | 未进决赛 | 未进决赛 | 12         | 41         |
| 2014                 |         | 黑山语         | "" （）   | 19       | 37       | 7          | 63         |
| 2015                 |         | 黑山语         | "（）     | 13       | 44       | 9          | 57         |
| 2016                 |         | 英语           | "         | 未进决赛 | 未进决赛 | 13         | 60         |
| 2017                 |         | 英语           | "         | 未进决赛 | 未进决赛 | 16         | 56         |
| 2018                 |         | 黑山语         | "（）     | 未进决赛 | 未进决赛 | 16         | 40         |
| 2019                 | D mol   | 英语           | "Heaven"  | 16       | 46       |            |            |
| 2022                 | Vladana | 英语、意大利语 | "Breathe" | 17       | 33       |            |            |

1. ^  含黑山语和德语词汇。
参考来源：